# Heinekenia pyrantha
Heinekenia pyrantha là một loài thực vật có hoa trong họ Đậu. Loài này được (Perez, P.) G. Kunkel mô tả khoa học đầu tiên năm 1991.